# Podul feroviar peste Doftana de la Zorile
Podul feroviar de la Zorile este un pod metalic de pe fosta cale ferată Câmpina–Telega, construit peste râul Doftana pentru a face legătura între orașul Câmpina și gara din cartierul Zorile al satului Doftana. Podul, de tip grinzi cu zăbrele cu calea sus, a fost scos din uz odată cu închiderea și demontarea din teren a secțiunii de linie Ramificația Fabrica de cherestea „21 Decembrie”–Telega, în anii 1980.

## Istoric
În 1872, viitorul inginer Elie Radu a plecat la Bruxelles, unde a urmat cursurile Școlii Politehnice, pe care a absolvit-o în 1877. În decembrie 1877, după întoarcerea în țară, a fost încadrat în serviciul Ministerului Lucrărilor Publice, iar în 1879 a fost numit subdirector responsabil cu executarea liniei ferate Câmpina–Doftana. Aceasta făcea parte dintr-un program ambițios de extindere și dezvoltare a rețelei de cale ferată demarat de „Direcțiunea Generală Princiară a Căilor Ferate”, precursoarea Căilor Ferate Române.
Elie Radu s-a ocupat de proiectarea liniei și a supravegheat execuția acesteia, inclusiv a celor două poduri metalice de pe traseu, cel peste Prahova și cel peste Doftana, deși unele surse atribuie realizarea lor lui Anghel Saligny. Podurile de peste Prahova și Doftana au fost primele poduri metalice realizate de un inginer român.
Întreaga lucrare a fost inaugurată în anul 1883.
Podul peste Doftana, cu cinci deschideri, are suprastructura metalică de tip grinzi cu zăbrele cu calea sus, susținută pe cele două culei și pe patru pile din zidărie de piatră. Podul era traversat de o linie simplă, cu un singur fir de cale ferată, întoarcerea locomotivelor efectuându-se în gara Telega, unde firul de circulație se ramifica în patru linii.
În ciuda vechimii și calității sale, podul de la Zorile nu este clasat ca monument istoric, iar un proiect de lege din ianuarie 2021, care propune construirea unei șosele pe traseul fostei căi ferate Câmpina–Telega, ar presupune demolarea sa.